# Cardinham
Cardinham est une paroisse civile et un village des Cornouailles, en Angleterre.